# Wymuszanie radiacyjne
Wymuszanie radiacyjne (również wymuszanie promieniowania) (ang. radiative forcing) – zmiana bilansu promieniowania w atmosferze związana z zaburzeniem w systemie klimatycznym. Zaburzenie może być spowodowane zarówno przez czynniki naturalne jak i antropogeniczne.
Wartość antropogenicznego wymuszania radiacyjnego netto w roku 2011 względem poziomu z roku 1750, oszacowana została przez Piąty Raport IPCC na 2,3 W/m² (od 1,1 do 3,3 W/m²), z czego na gazy cieplarniane przypadało 2,83 W/m² (na sam dwutlenek węgla 1,82 W/m²), a całkowity chłodzący wpływ aerozoli wynosił -0,9 W/m². Zmiany aktywności słonecznej odpowiadały za 0,05 W/m², a wulkaniczne aerozole za -0,11 W/m². Łączny wpływ wymuszeń naturalnych od połowy XVIII w. był zatem około 50 razy mniejszy od czynników związanych z działalnością człowieka. 
W pierwszej części 6 Raportu IPCC ustalono, że wymuszenie radiacyjne wywołane przez działalność człowieka w 2019 roku w stosunku do 1750 roku wyniosło 2,72 W/m² [od 1.96 do 3.48 W/m²]. Ocieplenie to jest w głównej mierze spowodowane zwiększoną koncentracją gazów cieplarnianych, częściowo ograniczane przez chłodzący efekt koncentracji aerozoli. Od 2011 roku (5 Raportu IPCC) nastąpił wzrost wartości wymuszenia radiacyjnego o 0,43 W/m², w tym o 0,34 W/m² z powodu wzrostu koncentracji gazów cieplarnianych w atmosferze.